# Rhyacophila shikotsuensis
Rhyacophila shikotsuensis là một loài Trichoptera trong họ Rhyacophilidae. Chúng phân bố ở miền Cổ bắc.